# Tipula pinnifer
Tipula pinnifer är en tvåvingeart som beskrevs av Günther Theischinger 1977. Tipula pinnifer ingår i släktet Tipula och familjen storharkrankar. Inga underarter finns listade i Catalogue of Life.